# Елизабет фон Клеве
Елизабет фон Клеве (на немски: Elisabeth von Kleve; * ок. 1378, † сл. 2 юли 1439, Кьолн) от Дом Ламарк, е графиня от Клеве и чрез женитби господарка на Валкенбург (1393 – 1396) и херцогиня на Бавария-Инголщат (1401 – 1413).

## Биография
Дъщеря е на граф Адолф III фон Марк (1334 – 1394) и съпругата му Маргарета фон Юлих (1350 – 1425), дъщеря на граф Герхард фон Берг и съпругата му Маргарета фон Равенсберг (1315 – 1389).
Елизабет се омъжва пр. 9 януари 1393 г. за Рейнолд фон Валкенбург († 17 януари 1396), син на Ян фон Валкенбург. Бракът е бездетен.
Елизабет се омъжва втори път на 17 януари 1401 г. в Кьолн за херцог Стефан III фон Бавария-Инголщат († 1413). Тя е втората му съпруга. Бракът е бездетен. Елизабет фон Клеве е мащеха на херцог Лудвиг VII (1368 – 1447) и на Изабела Баварска (1370 – 1435), която през 1385 г. се омъжва за Шарл VI, краля на Франция.
След смъртта на нейния съпруг Стефан III през септември 1413 г. Елизабет трябва да залага дрехите и бижутата си. Едва през 1430 г. тя получава от доведения си син Лудвиг сумата от 12 000 гулдена, след почти двадесет години преговори. След това тя живее в Кьолн.
Елизабет урежда през 1433 г. брака между Маргарета, дъщерята на нейния брат Адолф II, и херцог Вилхелм III от Бавария-Мюнхен.
Умира след 1439 г. и е погребана в манастир Св. Мавриций в Кьолн.